# À Primeira Vista (reality show)
À Primeira Vista foi um reality show brasileiro de encontro de casal exibido e co-produzido pela Rede Bandeirantes e Discovery Home & Health, baseado no formato original de First Dates exibido pela Channel 4 no Reino Unido. Foi apresentado por Luigi Baricelli. Estreou em 22 de junho de 2017.

## O Programa
A primeira (e única) temporada teve 13 episódios. Em cada um deles, os telespectadores acompanhavam o primeiro encontro de até oito casais diferentes. "O programa é uma comédia romântica da vida real. O grande barato é a autenticidade, não tem nada fake", afirmou o apresentador.
Mais de 5 mil pessoas de todas as idades, classes sociais e orientações sexuais se inscreveram no site do programa. A produção cruzou todas as informações dos inscritos e identificou aqueles que teriam mais chances de match, assim como nos aplicativos de relacionamento.
No restaurante, o ambiente era o mesmo que seria em um encontro fora da televisão: o maître Luigi Baricelli, o barman Thiago e as garçonetes Anna Beatrice e Beatriz. Tudo para proporcionar aos participantes uma experiência real de um primeiro encontro.
"Isso é a maior dificuldade nos tempos atuais, já que as pessoas tem dificuldade em se encontrar", afirmou Baricelli.

### Como funcionava o encontro
Tudo acontecia de forma natural. Luigi recebia os participantes e os levava até o bar, onde acontecia o primeiro encontro. Depois de uma breve conversa e alguns drinks, eles seguiam para a mesa, onde eram atendidos pelas garçonetes. O casal conversava à vontade durante o jantar, sem nenhum tipo de interrupção. O público acompanhava o papo através das 22 câmeras robóticas instaladas no restaurante e começava a torcer (ou não) por um final feliz. No cardápio, pratos e drinks afrodisíacos, mas ingredientes como cebola e alho estavam fora do menu. Após o jantar, chegava o momento decisivo: os participantes avaliavam a experiência e revelavam - um na frente do outro - se haveria ou não um segundo encontro.

## Referência
1. ↑  «À Primeira Vista estreia nesta quinta-feira». Band. 22 de junho de 2017. Consultado em 22 de junho de 2017